# Rigadin va dans le grand monde
Rigadin va dans le grand monde è un cortometraggio muto del 1910 diretto da Georges Monca e interpretato da Charles Prince nel ruolo di Rigadin.

## Produzione
Il film fu prodotto dalla Pathé Frères (come S.C.A.G.L.).

## Distribuzione
Distribuito dalla Pathé Frères, il film - un cortometraggio di 195 metri - uscì nelle sale cinematografiche francesi nel 1910.